# Tony Balogh
Tony Christer Balogh, född 29 januari 1965 i Jönköping, är en svensk journalist.
Balogh är uppvuxen i Värnamo men var sedan 1990 bosatt i Halmstad fram till flytten till Göteborg[när?]. Han har jobbat för en rad lokaltidningar men också rikstidningar och magasin som Aftonbladet, poptidningen Okej, Musikermagasinet och Heavy Mental. Sedan 1995 är Balogh verksam på Hallandsposten. Efter en tid som kommunreporter övergick han 2002 till jobbet som sportjournalist. Han var från 2009[till när?] anställd av Gais som skribent och informatör.
Balogh var under 1994 chefredaktör för Metal Zone och är i dag[när?] fast skribent på hårdrockstidningen Sweden Rock Magazine. Han är sedan 1995 även pressansvarig på Sweden Rock Festival och har under alla år fortsatt att skriva om musik i form av intervjuartiklar och recensioner av plattor och konserter. Tillsammans med Martin Carlsson och Jerry Prütz var han programledare för hårdrocksprogrammet Diezel som sändes i SVT2 under tre säsonger[när?]. Han var intervjuansvarig för flera halvtimmeslånga specialprogram om bland annat Black Sabbath, Guns n' Roses, Meat Loaf, Iggy Pop och Simple Minds. 
Under 2002 var han ordinarie styrelseledamot i Gais med ansvar för informationsfrågor. Han är också sedan det året redaktör för supporterklubben Makrillarnas klubbtidning Makrillen.